# Stephanocampta
Stephanocampta is een geslacht van vliesvleugeligen uit de familie Mymaridae. De wetenschappelijke naam van dit geslacht is voor het eerst geldig gepubliceerd in 1966 door Mathot.

## Soorten
Het geslacht Stephanocampta omvat de volgende soorten:
- Stephanocampta masoni (Yoshimoto, 1990)
- Stephanocampta yaosekoensis Mathot, 1966